# Pirmin Hacker
Pirmin Hacker (* 16. November 1996 in Bad St. Leonhard im Lavanttal, Kärnten) ist ein ehemaliger österreichischer Skirennläufer. Er gehörte bis 2021 dem B-Kader des Österreichischen Skiverbandes an und startete in allen Disziplinen. Sein jüngerer Bruder Felix ist ebenfalls als Skirennläufer aktiv.

## Biografie
Pirmin Hacker stammt aus Bad St. Leonhard im Lavanttal und begann im Alter von drei Jahren mit dem Skifahren. Im Alter von sieben Jahren trat er dem ASKÖ St. Veit/Klippitztörl bei. Er schaffte es in den Landeskader, gewann mehrere Kärntner und österreichische Schülermeistertitel, ehe er am Sport-BORG Spittal an der Drau die Matura ablegte.
Hacker bestritt im Alter von 15 Jahren in Radstadt sein erstes FIS-Rennen. Nachdem er es in den C-Kader des ÖSV geschafft hatte, gab er Anfang Jänner 2016 in zwei Slaloms in Val-Cenis sein Europacup-Debüt. Wenige Wochen danach gewann er den ersten von zwei österreichischen Jugendmeistertiteln und nahm in Sotschi erstmals an Juniorenweltmeisterschaften teil. Dort belegte er die Ränge 13, 16 und 22 in Riesenslalom, Abfahrt und Super-G, in Slalom und Kombination schied er aus. Bei seinen zweiten Juniorenweltmeisterschaften in Åre lag er im Super-G bis zur letzten Zwischenzeit in Führung, musste sich schließlich aber mit gerade einmal zwei Zehntelsekunden Rückstand mit Rang sieben begnügen.
In der Kombination wurde er Achter, in der Abfahrt belegte er Platz 13. Im Winter 2018/19 erreichte Hacker erste Spitzenplätze im Europacup und setzte sich im Finale des Parallelslaloms von Tignes gegen Anton Tremmel durch. Ein weiterer Sieg in einem Parallelslalom gelang ihm im Dezember 2019 auf dem Kronplatz, wo er das Finale gegen Adrian Meisen für sich entschied. In der Folge legte er den Fokus immer mehr auf seine Paradedisziplin Slalom, konnte aber keine weiteren Podestplätze belegen. Sein bestes Europacup-Resultat in einer klassischen Einzeldisziplin blieb ein fünfter Rang in der Kombination von Santa Caterina im Dezember 2019.
Seinen einzigen Weltcup-Start verzeichnete Pirmin Hacker am 23. Jänner 2018 beim Nachtslalom auf der Planai, konnte sich dabei aber nicht für den zweiten Durchgang qualifizieren. Im März 2021 gewann er bei den österreichischen Meisterschaften hinter seinem Jahrgangskollegen Adrian Pertl die Silbermedaille in der Kombination. Aufgrund ausbleibender Europacup-Ergebnisse verlor er jedoch seinen ÖSV-Kaderstatus und beendete daraufhin im folgenden Juli seine aktive Laufbahn im Leistungssport. 2022 fuhr er noch vier FIS-Slaloms in Obdach.

## Erfolge

### Europacup
- Saison 2019/20: 9. Slalomwertung
- 2 Siege:

| Datum             | Ort       | Land       | Disziplin      |
| ----------------- | --------- | ---------- | -------------- |
| 1. Februar 2019   | Tignes    | Frankreich | Parallelslalom |
| 21. Dezember 2019 | Kronplatz | Italien    | Parallelslalom |

### Juniorenweltmeisterschaften
- Sotschi 2016: 13. Riesenslalom, 16. Abfahrt, 22. Super-G
- Åre 2017: 7. Super-G, 8. Kombination, 13. Abfahrt, 35. Riesenslalom

### Weitere Erfolge
- 1 österreichischer Vizemeistertitel (Kombination 2021)
- 2 österreichische Jugendmeistertitel (Slalom 2016 und 2017)
- 3 Siege in FIS-Rennen